# حشمت‌آباد (ابرکوه)
حشمت‌آباد (ابرکوه)، روستایی از توابع بخش بهمن شهرستان ابرکوه در استان یزد ایران است.

## جمعیت
این روستا در دهستان اسفندار قرار دارد و براساس سرشماری مرکز آمار ایران در سال ۱۳۸۵، جمعیت آن ۲۴ نفر (۸خانوار) بوده‌است.